# Antartide Orientale

L'Antartide Orientale (East Antarctica), la porzione più estesa dell'Antartide, si trova nella parte destra dell'immagine.

L'Antartide Orientale o Antartide Maggiore (in inglese East Antarctica oppure Greater Antarctica) è una delle due regioni in cui viene diviso il continente antartico e comprende l'area affacciata sull'Oceano Indiano e delimitata dai Monti Transantartici. Fanno parte dell'Antartide orientale la Terra di Coats, la Terra della Regina Maud, la Terra di Enderby, la Terra di Mac Robertson, la Terra di Wilkes e la Terra Vittoria.
Il nome Antartide orientale esiste da oltre 90 anni (Balch, 1902; Nordenskiöld, 1905), ma la sua diffusione si ebbe solo in seguito all'Anno geofisico internazionale (1957-58); successive esplorazioni confermarono che i Monti Transantartici rappresentano effettivamente una sorta di confine tra le due regioni, ed il nome venne così approvato dall'Advisory Committee on Antarctic Names (US-ACAN) nel 1962.